# Richard Burbage
Richard Burbage (6. ledna 1568 – 13. března 1619) byl anglický herec, mladší bratr Cuthberta a syn Jamese Burbageho.
Již od svých 20 let byl oblíbeným hercem. Známým se stal především díky rolím v Shakespearových hrách jako byl Hamlet, Othello, Richard III. a Král Lear. Kromě toho účinkoval i v dramatech např. Bena Jonsona či Johna Webstera.